# 1963-as magyar teniszbajnokság
Az 1963-as magyar teniszbajnokság a hatvannegyedik magyar bajnokság volt. A bajnokságot július 13. és 21. között rendezték meg Budapesten, a Dózsa margitszigeti teniszstadionjában.

## Eredmények
| Versenyszám  | Arany                                                   | Arany | Ezüst                                                          | Ezüst | Bronz | Bronz |
| ------------ | ------------------------------------------------------- | ----- | -------------------------------------------------------------- | ----- | --- | ----- |
| Férfi egyéni | Gulyás István Újpesti Dózsa                             |       | Szikszay András Újpesti Dózsa                                  |       | Katona Zoltán Újpesti DózsaKomáromy Ferenc Vasas SC                                                                         |       |
| Női egyéni   | Körmöczy Zsuzsa Vasas SC                                |       | Kunovits Zsuzsa Újpesti Dózsa                                  |       | Broszmann Zsófia Diósgyőri VTKSólyom Erzsébet Bp. Vörös Meteor                                                              |       |
| Férfi páros  | Gulyás István, Szikszay András Újpesti Dózsa            |       | Komáromy Ferenc, Zentai Ferenc Vasas SC                        |       | Kovács László, Varga Géza Vasas SC, Bp. GyárépítőkKorpás Attila, Baranyi Szabolcs Újpesti Dózsa                             |       |
| Női páros    | Broszmann Zsófia, Monori Judith Diósgyőri VTK           |       | Bardóczy Klára, Széll Erzsébet Bp. Honvéd                      |       | Kunovits Zsuzsa, Fehér Gyöngyi Újpesti Dózsa, Vasas SCdr. Gallner Ferencné, Sólyom Erzsébet Újpesti Dózsa, Bp. Vörös Meteor |       |
| Vegyes páros | Gulyás István, Bardóczy Klára Újpesti Dózsa, Bp. Honvéd |       | Szikszay András, Broszmann Zsófia Újpesti Dózsa, Diósgyőri VTK |       | Lénárt László, dr. Gallner Ferencné Újpesti DózsaKatona Zoltán, Slezák Lászlóné Újpesti Dózsa                               |       |